# (9367) 1993 BO3
1993 بي أو 3 (ويعرف أيضًا باسم (9367) 1993 بي أو 3 وفق تسمية الكوكب الصغير) (بالإنجليزية: 1993 BO3)‏ هو كويكب ضمن حزام الكويكبات؛ وترتيبه 9367 من حيث الاكتشاف.
اكتُشف هذا الجُرم الفلكي بواسطة Akira Natori ‏ في 30 يناير 1993.

## وصلات خارجية
- (9367) 1993 BO3 في قاعدة بيانات مختبر الدفع النفاث لأجرام النظام الشمسي الصغيرة

- الاكتشاف · مخطط المدار ·  العناصر المدارية · المعلمات المادية

- (9367) 1993 BO3 على موقع ويكي سكاي: DSS2, SDSS, GALEX, IRAS, Hydrogen α, X-Ray, Astrophoto, Sky Map, Articles and images